# Шэньянский политехнический университет
Шэньянский университет (кит. 沈阳理工大学) — университет в Шэньяне, провинция Ляонин, КНР. Находится в ведении провинциальных властей.
Университетский кампус находится в новом районе Хуньнань, на его площадях также находятся научно-технический парк, лаборатории. Общая площадь — 1 220 000 м², площадь под постройками 433 000 м². Университетский кампус находится на южном берегу реки Хуньхэ.

## Учебный процесс
В настоящее время в университете обучается 32 131 студент. Учебный процесс обеспечивают около 3500 человек, среди них 1500 человек — это профессорско-преподавательский состав. В университете работают 5 академиков Китайской академии наук.

## История университета
История Шэньянского политехнического университета начинается с 1948 года, когда был основан специализированный Северо-восточный военный институт. В 1960 году на основе объединения нескольких институтов основан Шэньянский технологический институт. В 1999 году институт стал напрямую подчиняться властям провинции Ляонин. В мае 2004 года Министерство образования КНР одобрило создание Шэньянского политехнического университета.

## Структура университета
Университет состоит из 16 институтов.

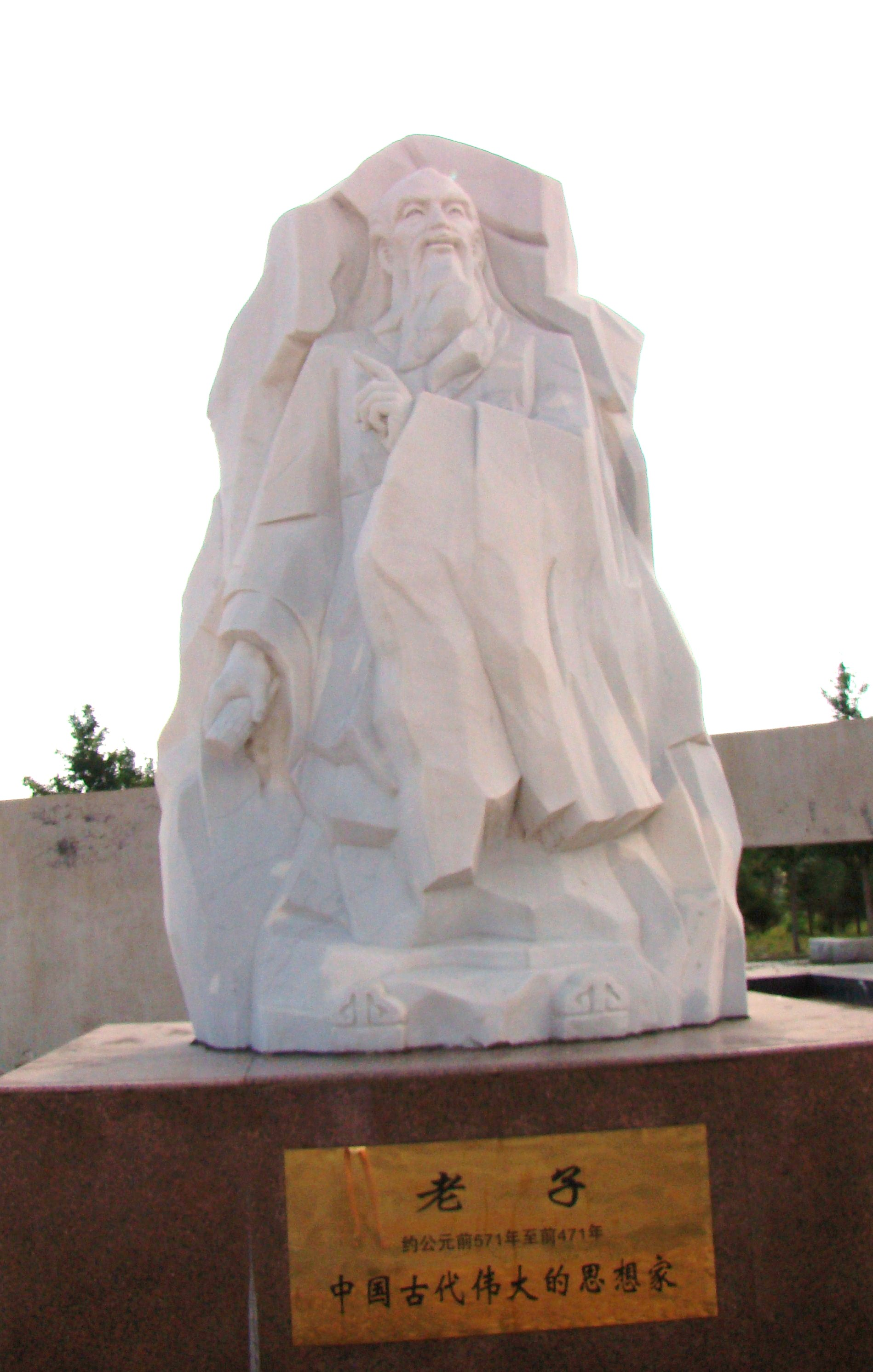
Статуя Лао-цзы в Шэньянском политехническом университете

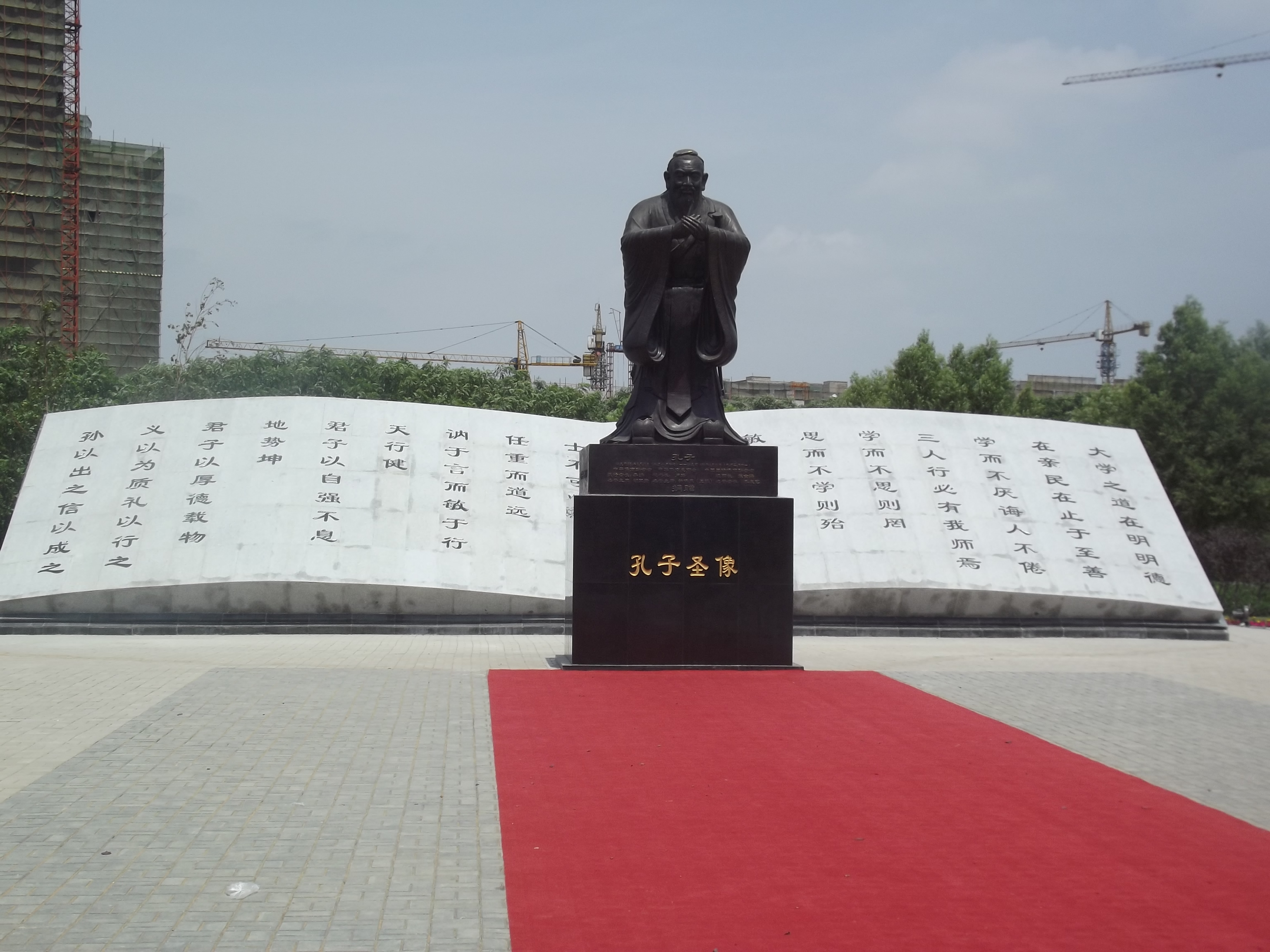
Статуя Конфуция в Шэньянском политехническом университете

- Институт станкостроения (один факультет)
- Институт автомобилестроения и транспорта (два факультета)
- Институт информатики и информатизации (три факультета)
- Институт экономики и менеджмента (четыре факультета)
- Институт материаловедения и технологий (пять факультетов)
- Бывший факультет информатики (шесть факультетов)
- Институт иностранных языков (семь факультетов)
- Институт физики
- Институт охраны окружающей среды
- Институт прикладных искусств
- Институт правоведения
- Институт станкостроения
- Институт оборонных технологий
- Аспирантура
- Институт прикладных технологий
- Институт дополнительного образования

Кроме того, на территории университета находится одна из крупнейших в провинции библиотек, а также Музей вооружений и военной техники.
Выпускается собственная газета — «Вестник Шэньянского политехнического университета».

## Зарубежные партнеры
Университет сотрудничает с более, чем 20-ю зарубежными вузами из США, Канады, Великобритании, ФРГ, Японии, Нидерландов, России, Украины, а также большим количеством научно-исследовательских учреждений. Подписаны и реализуются различные программы подготовки специалистов.
В мае 2010 года в Шэньянском политехническом университете, на базе Института иностранных языков был открыт Центр русского языка им. А. С. Пушкина. Вузом-партнером проекта с российской стороны стал Томский государственный университет.

## Достопримечательности
В университетском кампусе открыты два памятника — Лао-цзы и Конфуцию (церемония открытия прошла в июле 2011 года).
В 2011 году был открыт памятник китайской космонавтике в виде гигантской ракеты.
Кроме того, на территории, прилегающей к институту оборонных технологий, располагается экспозиция военной техники, в том числе присутствует памятник легендарному советскому танку Т-34.